# Eisenhüttenwerk Malapane

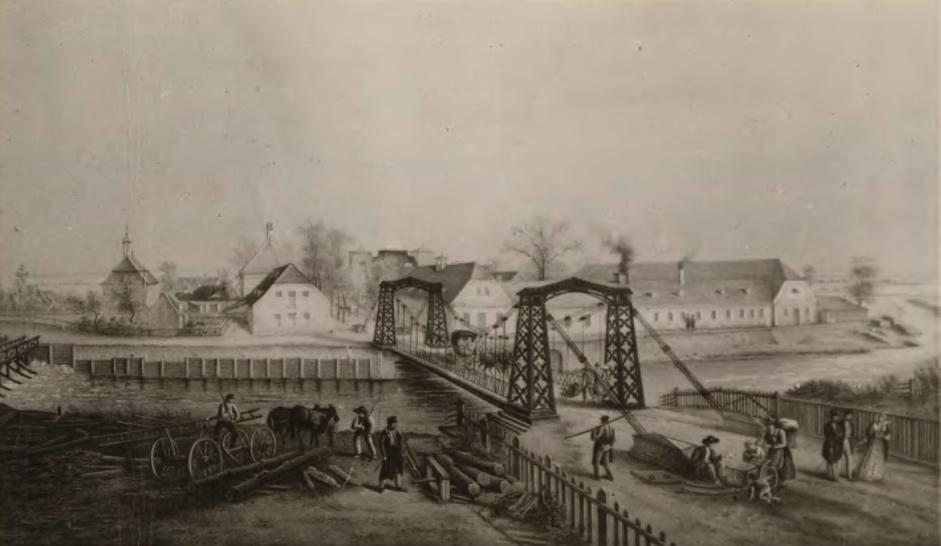
Lithographie des Werks im 19. Jahrhundert

Das Eisenhüttenwerk Malapane (auch als Malapaner Hütte bekannt) war ein Eisenhüttenwerk in Malapane (heute Ozimek) in Oberschlesien. Es wurde als ein staatliches preußisches Werk gegründet und nach dem angrenzend verlaufenden Fluss Malapane benannt. Neben dem Werk wurde im 19. Jahrhundert die industriegeschichtlich bedeutsame Kettenbrücke errichtet.

## Geschichte

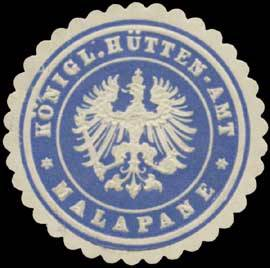
Siegelmarke des Hüttenamtes

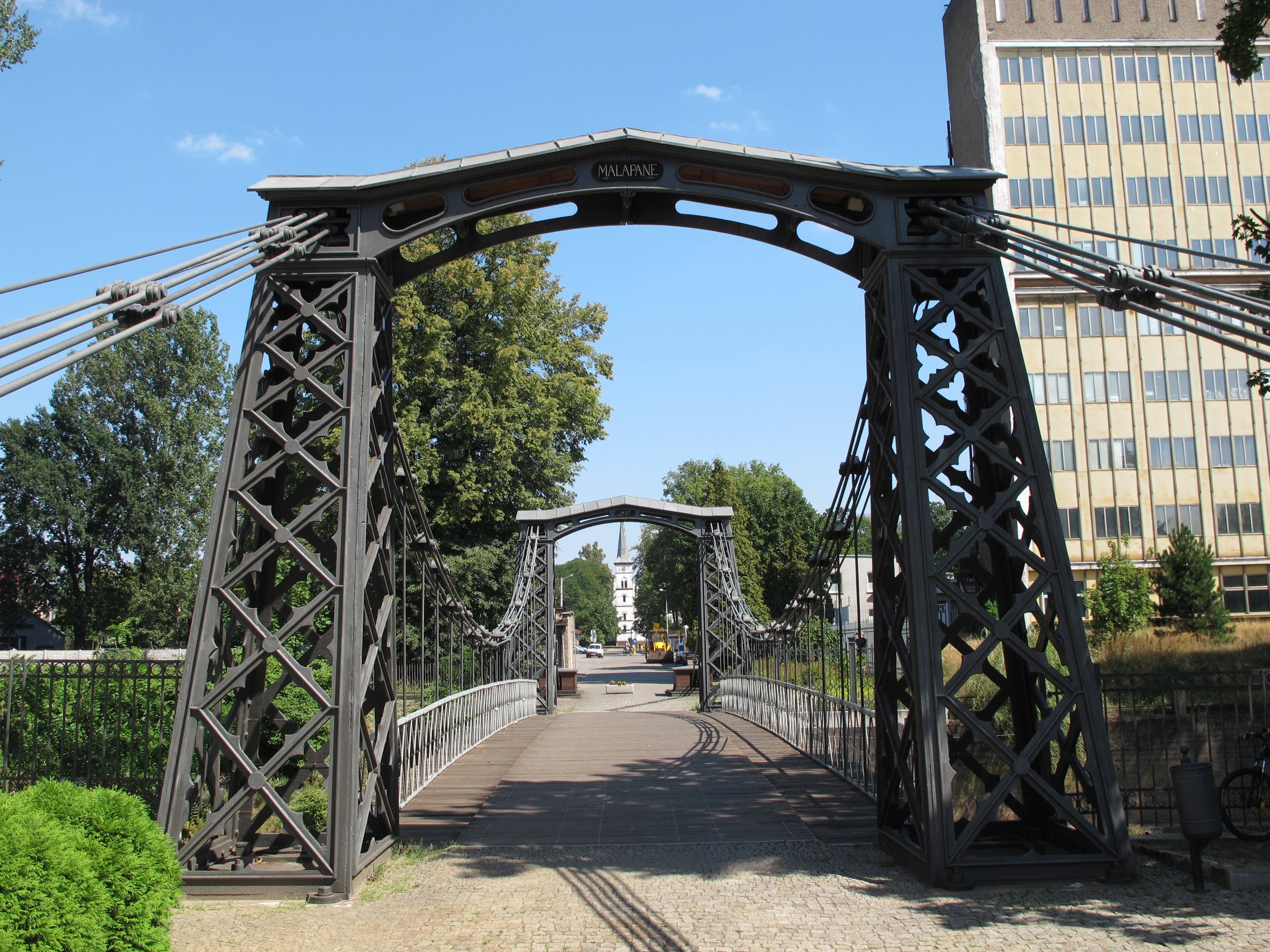
Die Hängebrücke zwischen Werk und Stadt

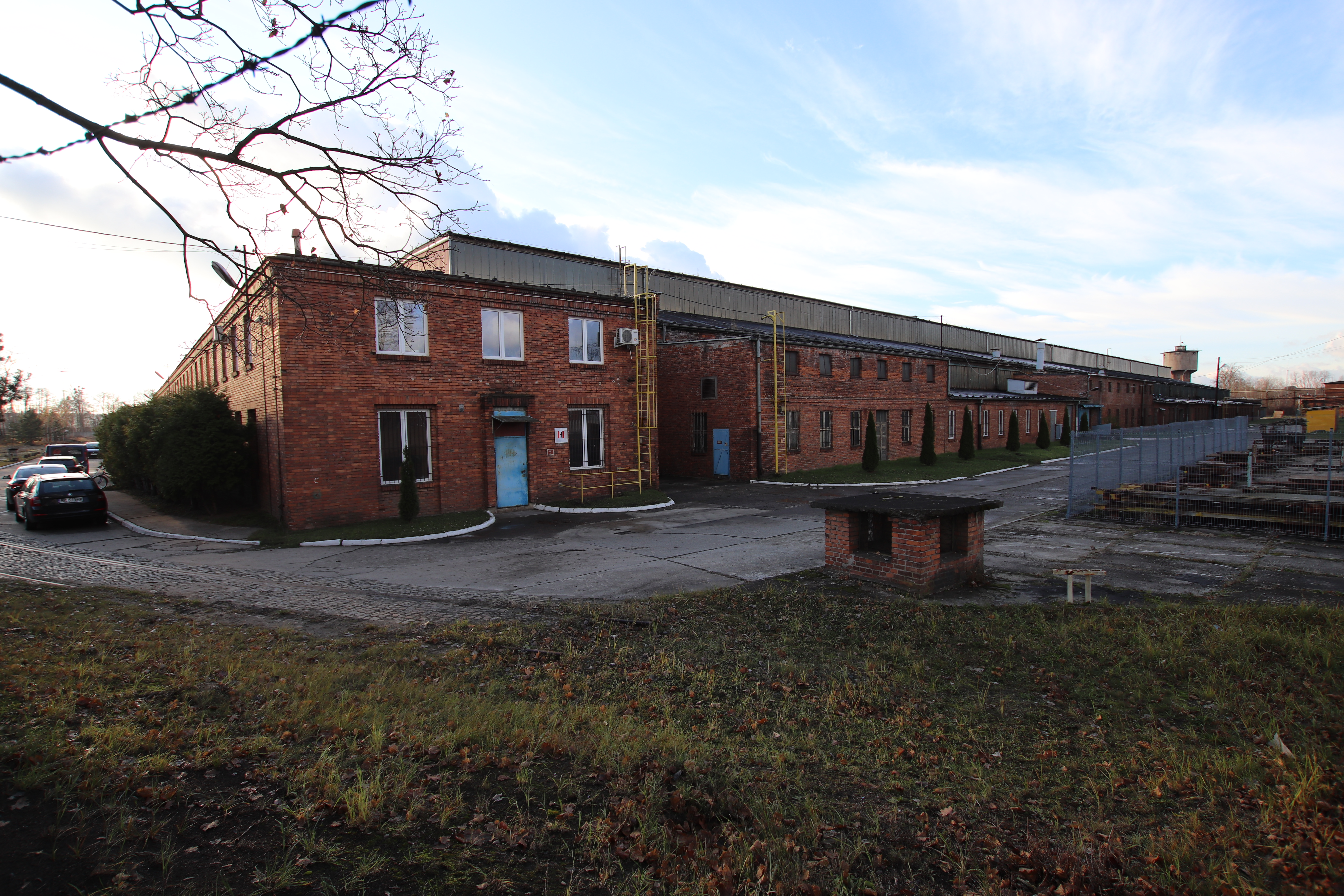
Die Bauwerke der Hütte

Die Malapaner Hütte wurde im Auftrag von König Friedrich dem Großen erbaut. Sie sollte die schlesischen Festungen mit Munition versorgen. Oberforstmeister Rehdantz sollte im Auftrag Friedrichs des Großen geeignete Standorte für Eisenwerke finden. Auf den Vorschlag von Rehdantz hin, wurde der Bau des Hüttenwerks an der Malapane angeordnet, wo sich in der Nähe große Raseneisensteinlager befanden. Der Bau der Hütte begann im März 1753. 1754 war sie bereits in Betrieb. Ende August 1754 kam der erste Hochofen in Betrieb, Anfang Oktober 1754 folgte die Inbetriebnahme des zweiten Hochofens. Das Königliche Eisenhüttenwerk Malapane war die erste Eisenhütte in Oberschlesien. Neben dem Werk entstand eine Ortschaft mit dem Namen Malapane.
1755 gehörten zur Malapaner Hütte zwei Hochöfen mit Gießhütte, ein Frischfeuer mit Hütte, ein Wasserbau mit Wehr, Gefluder und Gerinne, ein Kohlenschuppen, ein Formen- und Spritzenhaus, zwei massive Familienhäuser, eine massive Schmiede, ein Familienhaus mit Ziegeln gedeckt, ein Stall, ein Erzschuppen und eine Wohnung mit Stallung und Scheuer für die Kohlenfahrer. Daneben bestanden 500 Ruten lange Gräben und Dämme durch die Moräste. Eine massive Faktorei, zwei Familienhäuser und ein Teil des Wasserbaus und der Dämme. Der Hüttenplatz war ebenfalls noch nicht fertiggestellt.
Da nicht genügend Häuser für die Arbeiter vorhanden waren, entstand 1769 neben dem Ort Malapane die Arbeitersiedlung Hüttendorf als Kolonie. Sie bestand aus 17 Koloniestellen und einem Gasthaus. Mittlerweile sind die beiden Orte vereinigt. Zwölf Jahre später wurde eine weitere Hüttenkolonie gebaut, die Antonia genannt wurde. Dort wurden 20 Zweifamilienhäuser errichtet. In den Orten Krascheow, Jedlitze und Dembiohammer wurden Frischfeuer für das Werk errichtet.
Als das Werk nicht mehr vornehmlich für militärische Zwecke benötigt wurde, wurden auch Produkte für die Industrie und Alltag hergestellt und auch Kunstguss wurde im Werk betrieben. Darunter zählen der Obelisk von Ullersdorf (Ołdrzychowice Kłodzkie) und die Kettenbrücke in Malapane. Schließlich wurde auch Stahl hergestellt. 1780 wurde das Hüttenwerk an das am 3. Dezember 1769 gegründete Königliche Oberbergamt in Breslau abgetreten.
1944 gehörte das Hüttenwerk Malapane zu den Vereinigten Oberschlesischen Hüttenwerken AG (Oberhütten) und beschäftigte etwa 3000 Arbeitskräfte. 1945 wurde das Werk durch die Sowjetunion demontiert, durch den polnischen Staat konfisziert und verstaatlicht und als Hüttenkombinat Małapanew wieder aufgebaut. 1975 beschäftigte es etwa 7000 Menschen und war der größte Arbeitgeber in der Umgebung. Das Ende der kommunistischen Herrschaft 1989 führte zum Niedergang des Kombinats. 1990 wurden die neuen Betriebe Małapanew Maszyny i Konstrukcje, Małapanew Armatura, Małapanew Modelarnia und Małapanew Zakłady Odlewnicze gegründet. Heute wird in den Werksgebäuden die Huta Małapanew betrieben. Das in den 1970er Jahren erbaute Bürohochhaus wurde 2017 abgerissen.